# Zubani, Hlobîne
Zubani (în ucraineană Зубані) este localitatea de reședință a comunei Zubani din raionul Hlobîne, regiunea Poltava, Ucraina.

## Demografie
Componența lingvistică a localității Zubani
     Ucraineană (99,06%)
     Alte limbi (0,94%)
Conform recensământului din 2001, majoritatea populației localității Zubani era vorbitoare de ucraineană (99,06%), existând în minoritate și vorbitori de alte limbi.